# Ritter Roland
Ritter Roland ist eine Heftromanserie, von der zwischen 1982 und 1983 im Bastei-Verlag 30 Folgen erschienen.

## Autoren
Die Autoren der Serie kamen aus verschiedenen Fachbereichen. Während viele vor allem im Horror- und Krimibereich schrieben, gab es auch Autoren, deren Hauptschaffensgebiet im Bereich Seeabenteuer, Science-Fiction, Western oder Heimatroman lag.
Im Einzelnen waren folgende Autoren beteiligt: Ekkehard Reinke unter Realnamen, Hans Peter Weißfeld als Götz Altenburg, Hans Wolf Sommer als Gunther Herbst, Joachim Honnef unter Realnamen sowie Rainer Delfs als Florian Philipp.

## Handlung
Die Serie handelt von Roland, einem jungen Ritter am Hofe von König Arthus. Der zuständige Redakteur war Hans-Ulrich Steffan.
Der Held der Serie soll 50 Abenteuer bestehen, um dann in der Tafelrunde aufgenommen zu werden. Wegen der Beendigung der Serie ist ihm das nicht gelungen. Bereits geschriebene, aber nicht mehr erschienene Romane wurden zusammen mit einigen Exposés in einem Sonderband des Ersten Deutschen Fantasyclub e. V. einige Jahre später abgedruckt.
Die Welt entsprach weitgehend der Artuslegende, wurde dabei jedoch ins Hochmittelalter verlegt. Der König wurde in Arthus umbenannt, residierte jedoch weiter in Camelot – welches hier allerdings am Niederrhein, nordwestlich von Xanten, lag. Auf diese Art wurde auch die Rolandsage mit eingeflochten. War dort Roland Neffe und Paladin Karls des Großen, war hier nur Ort und Zeit übernommen und mit der Artuslegende verbunden worden.
Die Thematik war dabei recht bunt gemischt. Roland musste dabei Kämpfe gegen andere Ritter ebenso bestehen wie gegen Wikinger und Diebesbanden. Aber auch klassische Gestalten der Fantasy wie Drachen und Zwerge, speziell Laurin gehörten zu seinen Gegnern. Auch amouröse Abenteuer kamen dabei nicht zu kurz, ist er doch immer bereit einer Jungfer in Not zu helfen – und die Nacht mit ihr zu verbringen.

## Erschienene Romane
Heftromane
| Nr. | Autor           | Titel                                  | Jahr |
| --- | --------------- | -------------------------------------- | ---- |
| 01  | Ekkehard Reinke | Das Turnier von Xanten                 | 1982 |
| 02  | Ekkehard Reinke | Im Waffenzelt                          | 1982 |
| 03  | Ekkehard Reinke | Der Kampf mit dem Drachen              | 1982 |
| 04  | Ekkehard Reinke | Die Wikinger kommen                    | 1982 |
| 05  | Ekkehard Reinke | Calibans Goldschatz                    | 1982 |
| 06  | Gunther Herbst  | Die geteilte Herzogskrone              | 1982 |
| 07  | Joachim Honnef  | Überfall im Morgengrauen               | 1982 |
| 08  | Joachim Honnef  | Gorgar, der Tyrann                     | 1982 |
| 09  | Götz Altenburg  | Der falsche König Artus                | 1982 |
| 10  | Joachim Honnef  | Die Siegesfeier der Banditen           | 1982 |
| 11  | Gunther Herbst  | Bauernaufstand                         | 1982 |
| 12  | Gunther Herbst  | Die verstoßene Herzogstochter          | 1982 |
| 13  | Joachim Honnef  | Das rothaarige Luder                   | 1982 |
| 14  | Gunther Herbst  | Die blutige Gräfin                     | 1982 |
| 15  | Götz Altenburg  | Camelot in Piratenhand                 | 1982 |
| 16  | Joachim Honnef  | Die Bärenfalle                         | 1982 |
| 17  | Joachim Honnef  | Hassos wilde Horde                     | 1982 |
| 18  | Joachim Honnef  | Hochzeit mit dem Mordgesellen          | 1982 |
| 19  | Gunther Herbst  | Der Racheschwur                        | 1982 |
| 20  | Gunther Herbst  | Die Jagd nach dem schwarzen Stein      | 1982 |
| 21  | Joachim Honnef  | Wittich – der Schrecken vom Hotzenwald | 1982 |
| 22  | Gunther Herbst  | Die Blutbestie                         | 1982 |
| 23  | Joachim Honnef  | Ein Engel als Köder                    | 1982 |
| 24  | Joachim Honnef  | Verrat!                                | 1982 |
| 25  | Florian Philipp | Die Bluthochzeit                       | 1982 |
| 26  | Götz Altenburg  | Im Rausch der Macht                    | 1982 |
| 27  | Gunther Herbst  | Das Duell um die Grafentochter         | 1983 |
| 28  | Ekkehard Reinke | Roland und die Meuchelmörder           | 1983 |
| 29  | Ekkehard Reinke | Rolands Entritterung                   | 1983 |
| 30  | Ekkehard Reinke | Die Schlacht um Camelot                | 1983 |

EDFC Paperbacks
Alle Hefte erscheinen in einem Buch zusammengefasst. Die Nummern entsprechen der geplanten Heftnummer.
| Nr.   | Autor               | Titel                        | Jahr |
| ----- | ------------------- | ---------------------------- | ---- |
| 31    | Joachim Honnef      | Die Meute der Gnadenlosen    | 1996 |
| 32    | Florian Philipp     | Der Kampf um Nebelbrune      | 1996 |
| 33    | Florian Philipp     | Die schöne Wikingerin        | 1996 |
| 34    | Joachim Honnef      | Im Bann der schönen Hexe     | 1996 |
| 35    | Florian Philipp     | Das flammende Kreuz          | 1996 |
| 32    | Hans-Ulrich Steffan | Ritter Roland 32 {Exposé}    | 1996 |
| 33    | Hans-Ulrich Steffan | Ritter Roland 33 {Exposé}    | 1996 |
| 35-39 | Hans-Ulrich Steffan | Ritter Roland 35-39 {Exposé} | 1996 |